# Tumidifemur pulchrum
Tumidifemur pulchrum är en stekelart som beskrevs av Girault 1911. Tumidifemur pulchrum ingår i släktet Tumidifemur och familjen hårstrimsteklar. Inga underarter finns listade i Catalogue of Life.